# Сикст III
Папа Свети Сикст III е римски папа от 31 юли 432 г. до 18 август 440 г.
Името на папа Сикст III се свързва с голям строителен бум в Рим. По негово време е осветена базиликата „Санта Сабина“ на хълма Авентин, построява базиликата „Санта Мария Маджоре“, посветена на Дева Мария, което показва неговото одобряване на решенията на Третия вселенски събор в Ефес, който приключва през 431 година. По време на този събор дебатът около божествения и човешки произход на Исус Христос преминава в дебат как да се нарича Дева Мария - дали „майка на Исус“, като човек или „майка на Христос“, като бог и човек. Съборът приема названието „Теотокос“ (от гр. Богородица), посвещаването на такава голяма базилика в Рим е отговор на това решение.
Преди да стане папа е покровител на Пелагий, който по-късно е обявен за еретик.
Една от неговите главни грижи е било възстановяването на мира между Кирил Александрийски и сирийците.
Правата му на папа се разпростират и над Илирия, той също е и архиепископ на Солун като глава на църквата на Илирия.